# Bout de Zan veut s'engager
Bout de Zan veut s'engager és una pel·lícula muda francesa escrita i dirigida per Louis Feuillade i estrenada el 18 de desembre de 1914.
Aquesta pel·lícula forma part de la sèrie Bout de Zan.

## Repartiment
- René Poyen : Bout de Zan